# Giovanni Alberti
Giovanni Alberti – włoski matematyk, profesor Uniwersytetu w Pizie. Specjalizuje się w analizie rzeczywistej, rachunku wariacyjnym, równaniach różniczkowych cząstkowych i geometrycznej teorii miary.

## Życiorys
Studiował na Uniwersytecie w Pizie i w Scuola Normale Superiore di Pisa. W 1992 roku rozpoczął pracę na Uniwersytecie w Pizie, gdzie w 2002 roku został profesorem.
Autor ponad 50 artykułów naukowych. Swoje prace publikowała m.in. w „Manuscripta Mathematica”, „Archive for Rational Mechanics and Analysis”, „Journal of Functional Analysis", „Journal of the American Mathematical Society”, „Calculus of Variations and Partial Differential Equations”, „Journal of the European Mathematical Society”, „Communications on Pure and Applied Mathematics”, „Journal of Differential Geometry” i „Mathematische Annalen”.
W roku 2002 otrzymał Premio Caccioppoli, a w 2019 Premio Amerio.